# 双子座のパラドクス
『双子座のパラドクス』（ふたござのパラドクス PARADOX OF GEMINI）は、コットンソフトより2013年6月28日に発売された18禁漂流系学園ADV。ブランド第7作目。略称は「双パラ」
キャッチコピーは「――そして世界は2つに隔たれ、僕たちは矛盾する。」
2017年8月24日にエンターグラムよりPlayStation Vita版が発売された。

## 概要
双子の主人公による2つの視点のストーリーが描かれる。
弟は異次元に飛ばされた「学園編」兄は偶然難を逃れて「元の世界」2人はそれぞれの場所で、ヒロイン達と共に、今までと全く違う非日常の世界を巡ることとなる。

## ストーリー
私立永幡学園に通う主人公の双子の兄弟。幼なじみの姉妹や友人らと共に変わらない日常を送っていた。
――その時が来るまでは
ある日の放課後、学園の校庭から雷が空に向かって走り、地震かと思うと学園は、学園ごと消えてしまっていた。
離ればなれになる兄弟と姉妹、そして友人たち。しかし、消えてしまった学園の跡地に1人のクラスメイトが立っていて…
そして学園は右も左も分からない異次元世界を漂流していた…

## 登場人物

### 現実世界サイド
諸星 総一（もろぼし そういち）
声 - 先割れスプーン
占星術におけるシンボル : 双子座
双子の主人公の兄。現実世界サイドの主人公。顔や体格は同じだが、見た目と性格は全く違う。無愛想な常識人で知的だが昔のエロゲを知っているなどムッツリスケベなところがある。渡会蒼と一時期付き合っていたがすぐに別れてしまっている。趣味は夜食作りでかなりの腕前。
永幡学園の特能科二年に在籍。“双子のシンクロニティ”的な能力を時折発揮するが、本人たちは無意識のため制御不可。双子のシンクロニティの研究に協力する名目で特待生扱いとなっている。口には出さないが総二を信頼している。
春日 陽月（かすが はるき）
声 - 雪村とあ
占星術におけるシンボル : 乙女座
夏月の1つ下の妹。引っ込み思案で人見知り。ロールケーキが好物で1本丸々食べてしまうほどでそのためふくよかになる事を気にしている。姉とは違いスタイルが良いが本人はふくよかな体型と思っておりコンプレックスを抱いている。
普通科に通う姉とは違い入学後に受けた適性試験でESPの素質があるとして特能科に在籍。現実世界サイドで重要な役割を担っている。
山本 テスラ（やまもと テスラ）
声 - 民安ともえ
占星術におけるシンボル : 水瓶座
主人公たちと同じ特能科のクラスメイトで、サヴァン症候群の少女。見た目が幼く公式HPの4コママンガでは合法ロリと呼ばれたこともある。常にスケッチブックを持ち歩いており、見た物を一瞬で記憶する事ができ、それを正確にスケッチする。その能力の反面、学習能力やコミュニケーション能力が乏しい。子供っぽいところがありクラスのマスコット的存在。
学園跡地に居たところを総一に保護される。しかし、消えたはずの学園にも存在しており、総二にあるものを渡す。物語全体のキーマン。
秋戸 倫香（あきと りんか）
声 - 青山ゆかり
占星術におけるシンボル : 蠍座
特能科のクラスメイト。 家が代々恐山のイタコの家系に生まれるものの本人は霊の存在に否定的で霊感すらないと本人は言う。
今時のギャルを目指しているが、時代遅れな言動が多い。また、よく分からない略語を言う時がある。言動からは想像できないが意外に世話焼きの姉御肌。
カイン・マクドナルド
声 - おおくぼけんたろう
占星術におけるシンボル : 魚座
夏月のクラスメイト。アメリカからの留学生でオカルト好きという事もあり留学してきた。主人公兄弟とも仲が良くバカをやったりする仲。
操られた警官に胸を撃たれてしまう。
千ヶ崎 真莉（ちがさき まり）
声 - みる
占星術におけるシンボル : 天秤座
特能科の担任にして科学者。神経科学を専門としており、人の意識や記憶、魂の存在を物理現象の一種ではないかと思っている。そのため、主人公らを研究対象としてしか見ていない。研究者としては優秀で学園長から招かれる形でいる。
前作の終わる世界とバースデイに登場した、陶也・入莉兄妹の実の母親にあたるが今作とは関係ないが研究を始めた理由は関係している。
メリクリ
声 - 藤森ゆき奈
占星術におけるシンボル : 牡羊座
学園のマスコットキャラの羊の着ぐるみ。女生徒に人気がある。学園が異次元に跳んでから性格が一変。主人公達に牙をむく。

### 異次元世界サイド
諸星 総二（もろぼし そうじ）
声 - 先割れスプーン
占星術におけるシンボル : 双子座
双子の主人公の弟。異次元世界の主人公。顔や体格は同じだが、見た目と性格は全く違う。総一とは違って少々バカで行動的。スケベに対してオープンなところがあり、女子テニス部で堂々と覗きをしている。
永幡学園の特能科二年に在籍。“双子のシンクロニティ” 的な能力を時折発揮するが、本人たちは無意識のため制御不可。双子のシンクロニティの研究に協力する名目で特待生扱いとなっている。ブラコンの気があり、何かと総一に絡んだりする。
春日 夏月（かすが なつき）
声 - 北見六花
占星術におけるシンボル : 獅子座
主人公兄弟の幼なじみ。近所に住んでいたが主人公らが引っ越し、遠縁になっていたが学園で再会を果たす。総二と共に異次元世界へと飛ばされる。ツンデレで世話焼き。基本は強気だが異次元に飛ばされてからは弱さを見せる。
永幡学園の普通科二年に在籍。妹と比べ胸が小さいのがコンプレックス。女子テニス部に所属。
渡会 蒼（わたらい あお）
声 - 松田理沙
占星術におけるシンボル : 射手座
主人公らの一つ上の先輩。ミステリアスな先輩として知られているが、腹ペコキャラとしても有名。近くにある精密機械を狂わせてしまう体質のため、迷惑がられている。体質の原因究明のため在籍している。大量のスプーンとフォークを所持しており、どこからともなく取り出す。
永幡学園の特能科三年に在籍。総一と一時期付き合っていたがすぐに別れている。総一が、夜、腹をすかせた蒼に夜食を作ってあげたのが始まり。総一の作る料理が好物で、付き合っていた頃はよくせがんでいた。
発売前の人気投票で1位に輝いた。
稲嶺 和雄（いなみね かずお）
声 - ますおかゆうじ
占星術におけるシンボル : 牡牛座
永幡学園の生徒会長で普通科三年に在籍。
人が良すぎる事が玉に瑕だが、誰にでも公平なところが人望を集めている。異次元世界に飛ばされた生徒を纏めようとする。
五十嵐 玲佳（いがらし れいか）
声 - かわしまりの
占星術におけるシンボル : 山羊座
永幡学園の副生徒会長で普通科二年に在籍。
稲嶺の腹心として有名。何故かスタンガンを所持しており、言う事を聞かない生徒に押し付けるなど怖い部分を持ち合わせる。総二に惚れており、時折、誘惑する素振りを見せる。
大久保 重徳（おおくぼ しげのり）
声 - 小次狼
占星術におけるシンボル : 蟹座
永幡学園の教師。担当は数学。そのため特能科の研究には関わっていない。
セクハラ発言が多いが、生徒に慕われている。異次元世界で生徒と一緒に他の空間へ消えてしまう。

## 用語
私立永幡学園（しりつえいまんがくえん）
諸星兄弟たちが通う学園。ある時突然異次元に飛ばされる。
双子のシンクロニティ （ふたごのしんくろにてぃ）
双子の兄弟姉妹の間で起きる、一種の共感能力。離れていても相手の感情が伝わってきたり、お互いの居場所が何となく分かったり、片方が怪我をするともう片方も同じ箇所に傷が出来る、など。

## スタッフ
- 原画：司ゆうき、ミヨルノユメギ
- シナリオ：海富一、狩野伊太郎、御導はるか、他

## 主題歌
オープニングテーマ「gemini」
作詞 - 華憐 / 作曲・編曲 - Gaku / 歌 - 電気式華憐音楽集団
エンディングテーマ「寄る辺なきこの世界で」
作詞 - 海富一 / 作曲・編曲 - maru（project lights） / 歌 - Lira（project lights）